# Altınüzüm, İslahiye
Altınüzüm là một xã thuộc huyện İslahiye, tỉnh Gaziantep, Thổ Nhĩ Kỳ. Dân số thời điểm năm 2011 là 5.217 người.